# Гринвіч Тауншип (округ Глостер, Нью-Джерсі)
Гринвіч Тауншип (англ. Greenwich Township) — селище (англ. township) в США, в окрузі Глостер штату Нью-Джерсі. Населення — 4917 осіб (2020).

## Демографія
Згідно з переписом 2010 року, у селищі мешкало 4899 осіб у 1946 домогосподарствах у складі 1353 родин. Було 2048 помешкань
Расовий склад населення:
| - 93,2 % — білих - 4,0 % — чорних або афроамериканців - 0,8 % — азіатів - 0,1 % — корінних американців |

До двох чи більше рас належало 1,6 %. Частка іспаномовних становила 2,3 % від усіх жителів.
За віковим діапазоном населення розподілялося таким чином: 20,9 % — особи молодші 18 років, 61,1 % — особи у віці 18—64 років, 18,0 % — особи у віці 65 років та старші. Медіана віку мешканця становила 43,5 року. На 100 осіб жіночої статі у селищі припадало 95,7 чоловіків;  на 100 жінок у віці від 18 років та старших — 92,2 чоловіків також старших 18 років.
Середній дохід на одне домашнє господарство  становив 74 827 доларів США (медіана — 64 652), а середній дохід на одну сім'ю — 89 838 доларів (медіана — 81 048). Медіана доходів становила 62 188 доларів для чоловіків та 41 842 долари для жінок. За межею бідності перебувало 7,8 % осіб, у тому числі 10,4 % дітей у віці до 18 років та 6,7 % осіб у віці 65 років та старших.
Цивільне працевлаштоване населення становило 2334 особи. Основні галузі зайнятості: освіта, охорона здоров'я та соціальна допомога — 23,3 %, виробництво — 11,1 %, науковці, спеціалісти, менеджери — 9,3 %, публічна адміністрація — 8,8 %.